# Guy XIV de Laval
Guy XIV de Laval (28 gennaio 1406 – Châteaubriant, 2 settembre 1486) è stato un militare francese, conte di Laval, barone di Vitré e di La Roche-Bernard, signore di Gâvre, di Acquigny, di Tinténiac, di Montfort e Gaël, di Bécherel. Partecipò attivamente alla guerra dei cent'anni accanto a Giovanna d'Arco.

## Biografia
Era figlio di Jean de Montfort, chiamato Guy XIII de Laval, e di Anne de Montmorency-Laval; fratello di André de Montfort-Laval, detto André de Lohéac, maresciallo e ammiraglio di Francia.
A quattordici anni nel 1420 firmò la petizione diretta al re d'Inghilterra per chiedere la liberazione di Arturo conte di Richemont, che era stato fatto prigioniero durante la battaglia di Azincourt. Il conte venne poi liberato nel settembre di quello stesso anno.
Nel 1424 accompagnò Arturo al brillante ricevimento preparato per accogliere la regina Iolanda di Aragona nel suo Castello di Angers. Lavorò quindi per favorire un riavvicinamento tra la Bretagna e la Francia.

## Accanto a Giovanna d'Arco
L'8 giugno 1429 a Selles-sur-Cher Guy raggiunse col fratello André l'esercito reale, riunito per volere di Giovanna d'Arco e del duca Giovanni II d'Alençon per liberare la Valle della Loira, dopo che fu levato l'assedio di Orléans. Lasciò in una lettera diretta alla madre un ritratto della vita di Giovanna d'Arco, di cui si dichiarò un fervente ammiratore. Insieme si distinsero a Jargeau, a Beaugency e soprattutto a Patay, dove Guy combatté in prima linea.

## Incoronazione di Carlo VII
Con il fratello André de Lohéac seguì Carlo VII di Francia a Reims per assistere alla sua incoronazione avvenuta il 17 luglio 1429 succedendo a Filippo il Buono, conte di Fiandra e duca di Borgogna. Tra i favori elargiti dal re in quella occasione vi fu la elevazione a contea del territorio di Laval e Guy venne nominato nel 1420 governatore di Lagny.

## Matrimonio con Isabella di Bretagna
Il 1º ottobre 1430 a Redon Guy XIV sposò Isabella di Bretagna, figlia del duca Giovanni V di Bretagna. Nel 1420 era stata scelta come sua sposa la sorella di Isabella, Margherita di Dreux, ma questa venne poi promessa in sposa a Luigi III d'Angiò.
Isabella, prima di morire nel 1444, diede tre figli al marito:
- Guy XV de Laval, successore di Guy XIV;
- Pierre de Laval,  arcivescovo di Reims;
- Jeanne de Laval, maritata a Renato d'Angiò.